# Garsedow
Garsedow ist ein Ortsteil der Stadt Wittenberge im Landkreis Prignitz in Brandenburg.

## Geografie
Der Ort liegt zwei Kilometer südöstlich von Wittenberge und dreihundert Meter östlich der Elbe. Er ist umgeben vom FFH-Gebiet Elbdeichvorland, dem Vogelschutzgebiet Unteres Elbtal, dem Naturschutzgebiet Wittenberge-Rühstädter Elbniederung, dem Biosphärenreservat Flusslandschaft Elbe und dem Landschaftsschutzgebiet Brandenburgische Elbtalaue.
Die Gemarkung wird im Norden durch den Hafen von Wittenberge und die Karthane begrenzt. Siebenhundert Meter östlich findet sich der zum Ortsteil zählende Wohnplatz Wallhöfe. Weitere Nachbarorte sind Lütjenheide mit dem dazugehörigen Wohnplatz Berghöfe im Osten, Zwischendeich und Schadebeuster im Süden, sowie Losenrade jenseits von Elbe und Landesgrenze im Westen.

## Geschichte
Die erste schriftliche Erwähnung des Ortes stammt aus dem Jahr 1305 und dies in der gleichen Schreibweise wie heute. In späteren Belegen wird Garsedow unterschiedlich verzeichnet: 1337 als Garstowe, 1351 sowohl als zu Garsedou wie auch als zu Garsdowe, 1375 als Gansdow teutunica, 1441 als to wendeschen Garsedow und 1448 als to Garstow.
1946 gehörte der Ort zum Landkreis Westprignitz im neu gegründeten Land Brandenburg und verzeichnete 61 Einwohner. Am 25. Juli 1952 kam die damalige Gemeinde zum neu geschaffenen Kreis Perleberg und wurde am 20. Oktober 1971 ein Ortsteil der Stadt Wittenberge. Ab 17. Mai 1990 bestand der bisherige Kreis als Landkreis Perleberg fort und ging am 6. Dezember 1993 im heutigen Landkreis Prignitz auf. 2006 verfügte der Ort über 32 Einwohner.